# 江厦街道
江厦街道是中国浙江省宁波市海曙区下辖的一个街道，因宋时建有江下寺，谐音江厦而得名:161。江厦自古以来商业繁华，贸易兴盛，商贾云集对外交往盛行，有“走遍天下，不如宁波江厦”之美称。

## 历史
宋、元、明、清时属鄞县武康乡小江里东南隅，1927年属宁波市第一区，1935年属鄞县灵桥镇、唐塔镇，1947年属灵塔镇，1949年5月属镇明区，1951年8月属灵塔区，1952年8月重新属镇明区，1956年2月撤销镇明区设立江厦街道、天封街道，1960年改为海曙人民公社江厦分社、天封分社，1970年1月改属镇明区革命委员会，7月改为江厦街道革命委员会、天封街道革命委员会，1978年7月恢复江厦街道、天封街道，1984年改属海曙区，1992年10月江厦街道、天封街道、县学街道南大路以东部分、苍水街道中山东路以南部分合并为灵塔街道，2003年10月更名为江厦街道:161:35:404-405。

## 行政区划
江厦街道下辖以下地区：
新街社区、郡庙社区、天封社区、莲桥社区。